# Giulia Centurelli
Giulia Centurelli (n. 31 octombrie 1832, Ascoli Piceno, Marchia Anconitana, Statele Papale – d. 24 ianuarie 1872, Roma, Regatul Italiei) a fost o pictoriță și poetă italiană.

## Viață
Giulia Centurelli s-a născut la 31 octombrie 1832 la Ascoli Piceno. A studiat la Institutul de Arte Frumoase din capitala Piceno. La o vârstă fragedă, Centurelli s-a alăturat asociației secrete mazziniene Dante Apostolatul și a dezvoltat o lungă corespondență cu fondatorul acesteia, Nicola Gaetani Tamburini. În 1857, poliția papală a descoperit activitatea asociației și l-a arestat pe Tamburini și pe alți membri ai acesteia. Centurelli a fost, de asemenea, dusă la închisoare, dar din cauza vârstei foarte fragede a fost eliberată curând din închisoare și încredințată surorilor Spitalului Civil din Ascoli Piceno. Un an mai târziu, Centurelli a fost eliberată, iar la 19 septembrie 1860 a scris versurile „Ziua Recunoștinței în ziua salvării”. În noiembrie 1860, Centurelli a strâns în mod activ semnături pentru aderarea la Regatul Sardiniei în timpul plebiscitului.
În 1861, Centurelli a participat la o expoziție la Florența cu o copie a Bunei Vestiri, preluată din originalul lui Guido Reni. Centurelli a predat desen la Scuola Normale din Ascole. În 1870, s-a mutat la Roma, unde a început să lucreze la Liceul pentru Fete.

## Lucrări
Multe dintre desenele și miniaturile lui Centurelli au fost împrăștiate, totuși lucrări precum „Amorino”, „Sfânta familie” (o copie a Madonna della Cesta de Pieter Paul Rubens, 1615), „Autoportret” și „Portretul lui Italo Selva” pot fi găsite în Pinacoteca di Ascoli. Operele poetice ale lui Centurelli au fost publicate în ziare precum „La Vita Nuova” din Roma și „il Giornale” din Ascoli. De asemenea a tradus cântecele poetului maghiar Sandor Petofi publicate la Roma în 1871. La 22 ianuarie 1872, Centurelli a fost numit membru efectiv al Asociației Artistice Internaționale.
Giulia Centurelli a murit de variolă la 24 ianuarie 1872.